# Gerodontologia
La gerodontologia è una nuova disciplina dell'odontoiatria moderna (2015) che si occupa di tutte le problematiche orali di pazienti di età superiore ai 65 anni. Dai 65 ai 75 anni i pazienti oggi sono ancora attivi nei Paesi avanzati ed è la fascia di maggiore richiesta di interventi odontoiatrici anche rilevanti (implantologia di arcata all on four inferiore e all on six superiore). Dai 75 agli 85 anni inizia mediamente la prima fase della senescenza, in cui il paziente necessita di interventi minimali ambulatoriali per eliminare i fastidi causati da carie e ascessi (prevenzione terziaria). Dopo gli 85 anni inizia la fase di senescenza conclamata in cui si raccomanda l'assistenza odontoiatrica domiciliare o al letto, se ricoverato in strutture ospedaliere.
Nei prossimi decenni è atteso un importante incremento della popolazione anziana, risultato di un'aumentata aspettativa di vita e una diminuita fertilità nei Paesi industrializzati. Gli odontoiatri sono chiamati a soddisfare due sfide future: migliorare la qualità di vita dei pazienti anziani e abbattere i costi e l'invasività delle prestazioni odontoiatriche, per renderle fruibili agli anziani. 